# Shirley Ardell Mason
Shirley Ardell Mason, även känd som Sybil Isabel Dorsett, född 25 januari 1923 i Dodge Center, Minnesota, USA, död 26 februari 1998 i Lexington, Kentucky, USA, är kvinnan som var förebild för boken Sybil av Flora Retha Schreiber.

## Biografi
Shirley Ardell Mason var enda barnet. Hennes pappa hette Walter Mason och arbetade som snickare och arkitekt. Hennes mamma hette Martha Alice Hageman och var hemmafru. 
Under början av 1950-talet var Mason vikarierande lärare och student vid Columbia University. Hon drabbades ofta av minnesluckor och nervösa sammanbrott. Till slut konsulterade hon psykiatern Cornelia B. Wilbur för att få terapi. Deras samtal utgjorde grunden för Schreibers bok.
Senare i livet arbetade hon som kommersiell konstnär.

## Sybil
Schreibers bok Sybil berättar en förvrängd version av Masons historia. Det mesta stämmer överens med verkligheten, men vissa saker har ändrats eller lagts till. I boken framkommer det att Mason led av multipla personligheter orsakat av upprepade sexuella övergrepp och både fysisk och psykisk misshandel som hennes mamma utsatt henne för. Wilbur misstänkte att modern led av schizofreni.

## Kontroverser
Masons diagnos har ifrågasatts. Psykiatern Herbert Spiegel träffade Mason flera gånger då Wilbur var på semester. Spiegel ansåg att Wilbur manipulerat Mason att tro att hon led av multipla personligheter trots att hon egentligen inte gjorde det. Spiegel misstänkte att Wilbur publicerat Masons fall av ekonomiska skäl. Enligt Spiegel var Mason hysterisk, men hon visade inga tecken på multipla personligheter. Wilbur lär ha påstått att boken inte skulle få publiceras om det inte påstods att Mason verkligen led av multipla personligheter.
Psykologen Robert Rieber ifrågasatte Masons diagnos i augusti 1998. Han menade att Wilbur manipulerade Mason för att säkra boken. Men Rieber ska ha utelämnat många viktiga bevis och fakta då han gjorde detta uttalande.
Fallet Mason är fortfarande kontroversiellt. Wilburs papper om Mason är än idag hemligstämplade, och både hon och Mason har avlidit.

## Död
Shirley Ardell Mason dog av bröstcancer vid 75 års ålder den 26 februari 1998.

## Film
År 1976 gjordes det en TV-film, Sybil - en verklig mardröm', med Sally Field i titelrollen. I filmversionen från 2007 spelas hon av Tammy Blanchard.